# Дем'єн Бродерік
Дем'єн Френсіс Бродерік (англ. Damien Francis Broderick, 22 квітня 1944 — 19 квітня 2025) — австралійський письменник-фантаст і популяризатор науки, редактор близько 74 книг. Його науково-фантастичний роман «Сновидіння драконів» (1980) представив троп машину часу покоління, його «Мандала Юди» (1982) містить першу появу у науковій фантастиці терміна «віртуальна реальність», а його науково-популярна книга «Шип» 1997 року першою детально дослідила технологічну сингулярність.

## Життя
Бродерік мав ступінь доктора філософії. доктор літературознавства в Університеті Дікіна, Австралія, з дисертацією («Крижана музика») у якій порівнює семіотику наукової, літературної та науково-фантастичної текстовості. Кілька років він був старшим науковим співробітником Школи культури та комунікацій Мельбурнського університету.
Бродерік проживав у Сан-Антоніо, штат Техас, зі своєю дружиною, податковим адвокатом Барбарою Ламар. Він був засновником науково-фантастичного журналу австралійського науково-популярного журналу Cosmos із середини 2005 року до грудня 2010 року.

## Кар'єра
П'ять книг Бродеріка отримали нагороду Ditmar Awards (включно з не-SF Transmitters, яка отримала спеціальну нагороду); перший, «Сплячі дракони», посів друге місце на Меморіальній премії імені Джона Кемпбелла. Він також чотири рази отримував нагороду Aurealis. У листопаді 2003 року Рада Австралії присудила Бродеріку грант на 2004—2005 роки для написання художньої літератури, що досліджує унікальність технологій. У 2005 році він отримав видатну стипендію Міжнародної асоціації фантастики в мистецтві. У 2010 році він посів друге місце в конкурсі Theodore Sturgeon Award за найкраще науково-фантастичне оповідання 2009 року, а на Всесвітньому конгресі наукової фантастики отримав нагороду А. Бертрама Чендлера за 2010 рік.
Найвідомішими творами Бродеріка як футуриста та наукового письменника є «Колос» (1997; переглянуто 2001), документальна книга про технологічну сингулярність; «Останнє покоління смертних» (1999) про перспективу радикально подовженого молодого довголіття; і «За брамою науки», про наукові докази деяких аномальних або паранормальних явищ (2007).
Його останні критичні дослідження «x, y, z, t: Виміри наукової фантастики» (2004), «Несамовиті уми: Політеїзм і нове просвітництво» (2005) і «Вивільняючи дивне» (2009) були опубліковані невеликою американською пресою Wildside. Кілька його книжок представлені обкладинками шведського трансгуманіста Андерса Сандберга, зокрема «Земля — лише зірка» (2001), антологія науково-фантастичних оповідань Бродеріка та тематично пов'язані критичні дискусії, пов'язані з далеким майбутнім. У 2012 році разом із Полом Ді Філіппо він опублікував «Наукову фантастику: 101 найкращий роман, 1985—2010», який увійшов до короткого списку премії «Локус» 2013 року.
Його останні романи — це диптих «Гравці Бога» (2005) (вибраний у щорічному списку рекомендованої літератури від Locus) і «K-машини» (2006) (лауреат премії Ауреаліс 2007 року за найкращий науково-фантастичний роман року), а також разом з Рорі Барнсом комікс-нуар, кримінальний роман «Я помираю тут: комедія поганих манер» (2009), вперше випущений дуже обмеженою кількістю під назвою «Я вважаю, що про корінь не може бути й мови?» (2007). Разом зі своєю дружиною, Барбарою Ламар, він написав фантастичний трилер найближчого майбутнього «Постсмертний синдром», серіал онлайн журналом «Космос» (2007). Він відредагував книгу оригінальних есе про далеке майбутнє, «Мільйонний рік» (2008), яку схвально оцінили Nature, Wall Street Journal тощо. У 2010 році «Сходження на гору Неймовірне», збірка переважно ранніх оповідань, упереміж з коментарями мемуарів, з'явилася з Borgo/Wildside Books, як і (у 2011 році) «Збентеж мою собаку», збірка переважно ранніх статей про секс, релігію та політику, оформлених коментарями, що згадують життя 1960-х і 1970-х років.
Бродерік також писав радіоп'єси, як адаптації власних історій (включно з 90-хвилинною версією «Передавачі»), так і оригінальні твори. Його замовлена драма «Собака Шредінгера», вперше показана в 1995 році, потрапила в Австралію в Prix Italia; а його новела, адаптація радіоп'єси, опублікована наступного року, була обрана до антології Ґарднера Дозуа як «найкращої наукової фантастики» того року. Його твори перекладено французькою, німецькою, голландською, іспанською, португальською, італійською, данською, польською, чеською, угорською, литовською та російською мовами.
У 2009 році він повернувся до короткометражної прози, опублікувавши п'ять оповідань у журналі Азімовз сайнс фікшн, одну онлайн на Tor.com і кілька інших в інших місцях. Два з цих оповідань увійшли до трьох антологій 2010 року. Інше, «Під місяцями Венери», з'явилося в п'яти «Найкращих антологіях 2011 року». Новелла «Стіни з плоті, бруси з кісток», написана у співавторстві з дружиною Бродеріка Барбарою Ламар, з'явилася в 2010 році в антології «Інженерна нескінченність» за редакцією Джонатана Страхана. «Кіт Банкіра» був обраний Ґарднером Дозоєм у «Найкращий том 2012 року». «Цей подих вітру і цей приплив» було передруковано онлайн у Clarkesworld 100 у 2015 році.
«Хутчіш!», замовлене 2013 року є продовженням новели великого магістра Роберта Сільверберга 1974 року «Народжені мертвими», з'явилося з оригінальним твором «За дверима смерті». Це було вибрано для закриття антології Ґарднера Дозоа «Найкраща наукова фантастика та фентезі 2014 року». У тому ж році комічне фентезі «--І твій песик теж», написане разом з Рорі Барнсом, з'явилося в короткочасному «Omni Reboot».
Перший роман жахів Бродеріка, «Маневр Унґеймліха», відкрив оригінальну антологію Луїса Ортіса «Друга лапа мавпи: Переосмислені класичні історії про страх і мертвих» (2014).

## Вибрана бібліографія

### Романи та повісті
- «Чарівний світ» (Signet, 1970)
  - «Чорний Грааль» (Avon, 1986) (переглянуте перевидання)
- «Сновидіння драконів» (Norstilia Press; Penguin Australia; Pocket Books, 1980) — Премія Дітмара 1981, друге місце Меморіальна премія імені Джона Кемпбелла 1981
  - «Сновидіння» (Fantastic Books, 2009) (доопрацьоване перевидання)
- «Мандала Юди» (Pocket Books, 1982)
  - «Мандала» (Mandarin, 2002; Fantastic Books, 2009) (доопрацьоване перевидання)
- «Валентності» (University of Queensland Press, 1983; розширено, Borgo/Wildside, 2013) (у співавторстві з Рорі Барнсом)
- «Передавачі» (Ebony Books, 1984) (отримав спеціальну нагороду Дітмара 1985)
  - «Квіпу» (E-Reads, 2009) (переглянуте перевидання)
- «Смугасті отвори» (Avon, 1988) (Премія Дітмара, 1989)
- «Найдальший край моря» (Aphelion, 1993)
- «Білий абакус» (Avon, 1997) (Премія Дітмара 1998, Премія Ауреаліс 1998)
- «Зони» (HarperCollins, 1997) (разом з Рорі Барнсом)
- «Застряг на перемотуванні вперед» (Voyager, 1999) (з Рорі Барнсом)
  - «Голод часу» (E-Reads, 2003) (переглянуте перевидання)
- «Книга Одкровення» (Voyager, 1999), також опублікована в американській Dark Grey («Фантастичні книги», 2010) (разом з Рорі Барнсом)
- «Трансформація» (Tor, 2002) (нагорода Ауреаліс 2002)
- «Станція Іггдрасіль»
  - «Гравці в Бога» (Thunder's Mouth, 2005) (спочатку видано окремо, пізніше зібрано у 2020 році як першу половину електронної книги «Станція Іггсдрасіль»)
  - «K-машини» (Thunder's Mouth, 2006) (премія Ауреаліс 2006) (продовження вищезазначеного, зібране у 2020 році у формі електронної книги як друга половина «Станції Іггсдрасіль»)
- «Постмортальний синдром» (2007) (онлайн-серіалізація, більше не доступна для завантаження з журналу Cosmos), перше друковане видання (Wildside, 2011) (разом з Барбарою Ламар)
- «Я помираю тут» (Wildside, 2009) (разом з Рорі Барнсом)
- «Тягар людини» (Wildside, 2010) (разом з Рорі Барнсом)
- «Хутчіш!» (Arc Manor, 2013, продовження новели Роберта Сілвеберґа «Народжені мертвими» і опубліковано разом із нею під назвою «За дверима смерті»)
- «Долина Бога нашого вибору, Інк.» (Wildside, 2015) (разом з Рорі Барнсом)
- «Поріг вічності» (Arc Manor, 2017) (перепис і виправлення Бродеріком двох новел Джона Браннера)
- «Королівство світів» (Orion/SF Gateway, 2021) (разом з Джоном Бруннером)

### Радіо та кіносценарії
- «Від Геї до Галактики» (BearManor Media, 2012)
- «Точка відновлення» (BearManor Media, 2012)

### Дитячі книги
- «Джек і прибульці» (Word Weavers Press, 2002)
- «Джек і небесний гак» (Word Weavers Press, 2003)

### Збірки оповідань
- «Людина повернулася» (Horwitz, Австралія, 1965)
- «Темрява між зірками» (Mandarin, Австралія, 1991)
- «Дядько Боунс: Чотири науково-фантастичні новели» (Fantastic Books, 2009) — Вступ Георга Зебровського
- «Сходження на гору Неправдоподібного: Еволюція письменника-фантаста» (Borgo Wildside, 2010) — Передмова Рассела Блекфорда
- «Двигун Кваліа: науково-фантастичні історії» (фантастичні книги, 2011) — передмова Мері Робінет Ковал
- «Дрейф у ноосфері: науково-фантастичні історії» (Borgo Wildside, 2012) — Передмова Річа Гортона
- «Під супутниками Венери: найкращі науково-фантастичні історії Дем'єна Бродеріка» (Ramble House, жовтень 2021) — Вступ Пола Ді Філіппо

### Редагував та співредагував антології наукової фантастики
- «Машина духу часу: Нова антологія наукової фантастики» (Angus & Robertson, Австралія, 1977)
- «Дивні атрактори: Оригінальна австралійська альтернативноісторична фантастика» (Hale & Iremonger, Австралія, 1985)
- «Матильда зі швидкістю світла: Нова антологія австралійської наукової фантастики» (Ангус і Робертсон, Австралія, 1988)
- «Не єдина планета: Науково-фантастичні оповідання про подорожі» (Lonely Planet, 1998)
- «Центавр: найкраще з австралійської наукової фантастики» (Tor, 1999)—з Девідом Г. Гартвеллом
- «Земля — лише зірка: Екскурсії науковою фантастикою в далеке майбутнє» (University of Western Australia Press, 2001) — Премія Дітмара 2002
- «Творці дня: Вибрані оповідання з жанру наукового фентезі» (Surinam Turtle Press, 2014)—з Джоном Бостоном
- «Ти не один: 30 науково-фантастичних історій» (Surinam Turtle Press, 2015)
- «Місто Тигра: Ще більше вибраних оповідань з жанру наукового фентезі» (Surinam Turtle Press, 2015)—з Джоном Бостоном
- «Шанс на пробудження: оповідання з наукового фентезі, Імпульс та НФ іспульс» (Surinam Turtle Press, 2016)—з Джоном Бостоном

### Редагував та співредагував антології наукової літератури
- «Мільйонний рік: Наука на межі знань» (Atlas, 2008)
- «Прикутий до прибульця: Огляд найкращої австралійської наукової фантастики» (друга серія) (Wildside/Borgo, 2009)
- «Скіффі та мімезис: Ще один огляд найкращої австралійської наукової фантастики» (друга серія) (Wildside/Borgo, 2010)
- «Воїни Дао: Найкраще з наукової фантастики, огляд літератури альтернативної реальності» — разом з Ваном Айкіном (Wildside/Borgo, 2011)
- «Фантастика на межі реальності: Ще більше найкращого з наукової фантастики, огляд літератури альтернативної реальності» — з Ваном Айкіном (Wildside, 2014)
- «Розвідка без кордонів: Майбутнє завантаженого та штучного розуму» — з Расселом Блекфордом (Wiley-Blackwell, 2014)
- «Інші часопростори: Інтерв'ю з авторами альтернативної фантастики» — з Ван Ікіном (Wildside, 2015)
- «Майбутнє філософії: проблема філософського прогресу» — з Расселом Блекфордом (Wiley-Blackwell, 2017)[18]

### Документальна література
- «Заморожена музика: перекодування літератури, науки та наукової фантастики» (докторська дисертація Університету Дікіна, два томи, 1989)[19]
- «Архітектура Вавилона: дискурси літератури та науки» (Melbourne University Press, 1994)
- «Читання при світлі зірок: Постмодерністська наукова фантастика» (Рутледж, 1995)
- «Теорія та її незадоволення» (Deakin University Press, 1997)
- «Шип: Як наше життя змінюється під впливом стрімкого розвитку технологій» (Reed, 1997) (переглянуто Forge, 2001)
- «Останнє покоління смертних» (Нью-Голланд, 1999)
- «Трансреалістична фантастика» (Greenwood Press, 2000), про трансреалізм
- «x, y, z, t: розміри наукової фантастики» (Wildside, 2004)
- «Люті розуми: поліматія та нове просвітництво» (Wildside, 2005)
- Есе «Культурні домінанти та диференціальне сприйняття MNT» у Wise Nano[20]
- «Вивільнення дивного: Науково-фантастична література двадцять першого століття» (Wildside, 2009)
- «Сходження на гору Неправдоподібного: Еволюція письменника-фантаста» (Wildside, 2010)
- «„Збентежити мого пса“: Якими ми були, про що думали» (Wildside, 2011)
- «Наукова фантастика: 101 найкращий роман», 1985—2010 — з Полом Ді Філіппо (Nonstop Press, 2012)
- «Дивні магістралі: Читаємо наукове фентезі» —з Джоном Бостоном (Wildside, 2013)
- «Побудова нових світів: Наукова фантастика нових світів. Ера Карнелла», том перший — з Джоном Бостоном (Wildside, 2013)
- «Нові світи: перед новою хвилею. Епоха Карнелла», том другий — з Джоном Бостоном (Wildside, 2013)
- «Інтерв'ю зоряного світля: Розмови з письменником-фантастом» (Surinam Turtle Press, 2017; виправлене видання, 2018)
- «Вигадка Псінс: Паранормальні явища в науково-фантастичній літературі» (McFarland, 2018)
- «Свідомість і наукова фантастика» (Springer, 2018)
- «Гіпотеза машини часу» (Springer, 2019)

#### Парапсихологія
- «Ефект лото: до технології паранормального» (Хадсон: Глід, 1992)
- «За воротами науки: чому настав час для паранормального явища прийти з холоду» (Паща грому, 2007)
- «Докази на користь Psi: Тринадцять звітів про емпіричні дослідження» — з Беном Герцелем (МакФарланд, 2015)
- «Пізнання непізнаваного» (Surinam Turtle Press, 2015)